# Гаркавый, Юрий Васильевич
Ю́рий Васи́льевич Гарка́вый (укр. Юрій Васильович Гаркавий, позывной — Скала; 1989) — украинский военнослужащий, подполковник, участник российско-украинской войны. Герой Украины (2025).

## Биография
Родился в 1989 году. 
В сентябре 2024 года, в звании подполковника, командовал 425-м отдельным штурмовым батальоном «Скала» и принимал участие в обороне на Покровском направлении.

## Награды
- Звание «Герой Украины» с удостоением ордена «Золотая Звезда» (20 января 2025) — за личное мужество и героизм, проявленные в защите государственного суверенитета и территориальной целостности Украины, верность военной присяге[1].
- Орден Данилы Галицкого (17 апреля 2024) — за личное мужество и самоотверженность, проявленные в защите государственного суверенитета и территориальной целостности Украины[2].
- Орден Богдана Хмельницкого I степени (3 сентября 2023) — за личное мужество и высокий профессионализм, проявленные в защите государственного суверенитета и территориальной целостности Украины, верность военной присяге[3].
- Орден Богдана Хмельницкого II степени (20 июня 2022) — за личное мужество и высокий профессионализм, проявленные в защите государственного суверенитета и территориальной целостности Украины, верность военной присяге[4].
- Орден Богдана Хмельницкого III степени (24 марта 2022) — за личное мужество и высокий профессионализм, проявленные в защите государственного суверенитета и территориальной целостности Украины, верность военной присяге[5].